# Иван Радев (художник, р. 1921)
Вижте пояснителната страница за други личности с името Иван Русев.
Иван Радев Русев, по-известен като Иван Радев, е български художник. Един от най-големите колекционери в България. Работи в сферата на художественото пространствено оформление и декоративно-монументално изкуство.

## Биография
Роден е на 6 януари 1921 г. в Шумен. През 1943 г. постъпва в Държавната художествена академия в гр. София, за да учи живопис в ателието на именития портретист проф. Борис Митов, но завършва при проф. Илия Петров през 1948 г.
След студентските си години Иван Радев е художествен редактор на списанията “Радио преглед”, “Наука и техника за младежта”, “Картинна галерия” и “Промишлена естетика и декоративно изкуство”, в които е заместник главен редактор и главен редактор; през Висшия институт по изобразително изкуство „Николай Павлович“, където преподава дисциплината „Художествено-пространствено оформление“ (1958 – 1971).
Близо едно десетилетие Радев е главен художник на столицата (1973-1980). Тогава и по-късно работи в сферата на художествено-пространственото оформление и декоративното-монументалното изкуство. Майстор в използването на инструментите на приложната графика и пластика с умение да ги обединява с пространствен дизайн и аудиовизуални ефекти. Създава повече от 120 художествено-пространствени оформления на музеи, изложби, интериори и панаири в България и по света с културен, исторически и политически характер.
Иван Радев оформя пространството около НДК по лична заръка на Людмила Живкова.
Разработва интериора, музейния реквизит и начина на експониране в Национален музей „Земята и хората“.
По мнението на специалисти колекцията на Иван Радев, която включва произведения от всички видове: живопис, графика, рисунка и скулптура е сред най-големите в България.

### Дарение
През 1981 г. по случай 60-ата си годишнина и 1300-годишнината на българската държава Иван Радев прави дарение от картини и скулптори на родния си град Шумен.
Дарението, което документално е оформено чрез Национален дарителски фонд „13 века България“ през 2003 година съдържа 31 творби от Златю Бояджиев, Петър Урумов, Иван Пенков, Генко Генков, Енчо Пиронков, Михалис Гарудис, Васка Емануилова, Любомир Далчев, Димчо Лучиянов, Кирил Шиваров, Ненко Ненков и оригинални възрожденски щампи от Самоковската школа, представляващи двете фамилии Калинкови и Карастоянови.
Къщата в Шумен до тази на Панчо Владигеров, днес ресторант „Миналия век“, е превърната преди 1989 г. в музей на Иван Радев.
Иван Радев умира в дома си в София на 5 юли 2009 г.

## Отличия и награди
Носител на много награди – на СБХ (1968, 1979), орден “Народна република България” – Втора степен, орден “Кирил и Методий” – Първа степен, два пъти “Народен орден на труда” – златен.
За 60-ия си юбилей Иван Радев е обявен за Почетен гражданин на гр. Шумен.